# Ahmed Hossam
Ahmed Hussein Abdelhamid Hossam (Arabisch: أحمد حسام) (Caïro, 23 februari 1983) - voetbalnaam Mido - is een Egyptisch voormalig profvoetballer en huidig voetbaltrainer die bij voorkeur in de aanval speelde. In 2013 beëindigde Mido zijn voetbalcarrière. In 2001 debuteerde hij in het Egyptisch voetbalelftal, waarvoor hij meer dan vijftig interlands speelde. In 2006 won hij met zijn land het Afrikaans kampioenschap voetbal.

## Clubvoetbal

### KAA Gent
Mido begon in 1999 als profvoetballer bij Al-Zamalek in eigen land. In 2000 vertrok hij naar KAA Gent in België. In Gent groeide hij uit tot een publiekslieveling, mede door zijn belangrijke doelpunt in de laatste minuut in de met 2–1 gewonnen thuiswedstrijd van RSC Anderlecht. Daar speelde hij zich in de kijker van Ajax, dat hem in 2001 kocht.

### Ajax
Bij Ajax speelde hij aanvankelijk als linkerspits, maar toen hij op een training aan de toenmalige trainer Ronald Koeman aangaf liever in de spits te voetballen, bleek hij daar beter uit de voeten te kunnen. Mido kreeg desondanks ruzie met zijn trainer en werd in 2003 in eerste instantie voor een halfjaar verhuurd aan Celta de Vigo. Bij Ajax had hij nog meer conflicten. Tijdens de rust van een wedstrijd gooide hij uit frustratie een schaar naar het hoofd van Zlatan Ibrahimović, die evenwel ongedeerd bleef. Na zijn terugkeer moest Mido toch nog vertrekken bij Ajax, omdat hij niet meer welkom was in de selectie van trainer Ronald Koeman. Mido scoorde in zijn veertig competitieduels eenentwintig doelpunten voor de Amsterdamse club. In de zomer van 2003 verkocht Ajax de Egyptenaar voor twaalf miljoen euro aan Olympique Marseille.

### Olympique Marseille
Bij de Franse topclub was men aanvankelijk zeer ingenomen met de aankoop van Mido. Bij zijn komst had de aanvaller immers een hoog doelpuntengemiddelde van een doelpunt per twee wedstrijden. In zijn eerste oefenwedstrijd voor Olympique Marseille scoorde hij tweemaal tegen het Griekse PAOK Saloniki (5–1) winst. Daarna raakte Mido in de voorbereidingen van het seizoen 2003/04 geblesseerd en had hij in de daaropvolgende maanden te kampen met lichte blessures. Daarom kon hij zelden gehele wedstrijden spelen. Desondanks wist hij doelpunten te maken in zowel de competitie als in de UEFA Champions League. Zo scoorde hij onder meer tegen Real Madrid in het belangrijkste Europese clubtoernooi. Toch maakte Mido minder indruk dan de andere aanvaller uit de selectie, Didier Drogba. Drogba ontwikkelde zich stormachtig bij Les Phocéens en hielp Olympique Marseille de UEFA Cup-finale in, mede dankzij zijn uitstekende conditie en doelgerichtheid. Hierdoor raakte Mido gepasseerd. Tegelijkertijd begonnen negatieve verhalen rond de Egyptenaar de ronde te doen. De speler kwam niet opdagen bij een training, omdat hij zijn auto niet kon parkeren en verliet in maart 2004 boos het trainingskamp, nadat hij te horen had gekregen dat hij gepasseerd was voor de wedstrijd tegen RC Strasbourg. Ook waren er in de Zuid-Franse havenstad geruchten over vriendschappen tussen de voetballer en leden van de lokale maffia. Aan het eind van het seizoen was Mido weinig geliefd bij de trainer, de spelersgroep en de supporters. Een vroegtijdig vertrek zou uitkomst bieden voor de carrière van de talentvolle spits, voor wie diverse clubs nog altijd belangstelling toonden.

### AS Roma
In 2004 werd Mido doorverkocht aan AS Roma. Hij speelde hier maar acht wedstrijden. In Rome zou Mido vervolgens door AS Roma voor anderhalf jaar aan Tottenham Hotspur worden verhuurd, waar hij tijdens het seizoen 2005/06 speelde.

### Tottenham Hotspur

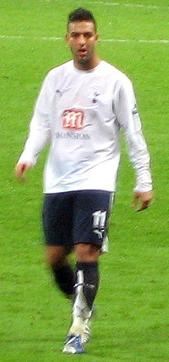
Mido bij Tottenham.

In de zomer van 2006 nam Tottenham Hotspur Mido definitief over van AS Roma. Bij Tottenham Hotspur scoorde hij in twaalf wedstrijden een keer.

### Middlesbrough
In de zomer van 2007 nam Middlesbrough Mido over van Tottenham Hotspur. Mido speelde gedurende twee seizoenen zesentwintig wedstrijden en wist daarin zes keer te scoren. Middlesbrough verhuurde Mido achtereenvolgens aan Wigan Athletic (dertien wedstrijden, twee doelpunten), Al-Zamalek (een doelpunt in vijftien wedstrijden) en daarna aan West Ham United (negen wedstrijden, geen doelpunten).

### Terugkeer naar Ajax
Op 23 augustus 2010 tekende Mido een eenjarig contract in Amsterdam dat per 23 augustus 2010 van kracht werd en liep tot en met 30 juni 2011. Dit gebeurde op advies van trainer Martin Jol, die al eerder met hem werkte bij Tottenham Hotspur. Mido arriveerde in Amsterdam met een conditionele achterstand, een lichte liesblessure en licht overgewicht. Voordat hij zijn rentree kon maken moest dat eerst zijn weggewerkt. Op 16 oktober 2010 speelde Mido zijn eerste wedstrijd, in de zeventigste minuut viel hij in voor Miralem Sulejmani. Zijn eerste doelpunt na zijn rentree bij Ajax maakte Mido in de bekerwedstrijd tegen SC Veendam op 11 november 2010. Op 4 januari 2011 werd bekend dat Mido per direct vertrokken was bij Ajax en op zoek was naar een nieuwe club.

### Al-Zamalek
Nadat hij vertrokken is bij Ajax tekent Mido een nieuw contract bij Al-Zamalek, de club waar hij zijn profcarrière begon. Hier ging hij volgens bronnen een vorstelijk salaris verdienen.

### Barnsley
Barnsley wilde Mido verleiden om nog een keer naar Engeland te komen en dat lukte. Zijn debuut maakte hij in de thuiswedstrijd tegen Huddersfield Town op 10 november 2012, na lange tijd buitenspel te hebben gestaan door een blessure. Dit zou zowel zijn eerste als laatste wedstrijd voor Barnsley worden, gezien zijn contract op 31 januari 2013 met wederzijdse goedkeuring ontbonden werd.

### Einde voetballoopbaan
Na een halfjaar zonder club gezeten te hebben, kondigde Mido op 11 juni 2013 aan te stoppen als profvoetballer.

## Carrière
| Seizoen | Club                       | Land               | Competitie       | Wedstrijden | Doelpunten |
| ------- | -------------------------- | ------------------ | ---------------- | ----------- | ---------- |
| 1999/00 | Al-Zamalek                 | Vlag van Egypte    | Premier League   | 4           | 3          |
| 2000/01 | KAA Gent                   | Vlag van België    | Jupiler League   | 21          | 11         |
| 2001/02 | Ajax                       | Vlag van Nederland | Eredivisie       | 24          | 12         |
| 2002/03 | Ajax                       | Vlag van Nederland | Eredivisie       | 16          | 9          |
| 2002/03 | → Celta de Vigo (huur)     | Vlag van Spanje    | Primera División | 8           | 4          |
| 2003/04 | Olympique Marseille        | Vlag van Frankrijk | Ligue 1          | 22          | 7          |
| 2004/05 | AS Roma                    | Vlag van Italië    | Serie A          | 8           | 0          |
| 2004/05 | → Tottenham Hotspur (huur) | Vlag van Engeland  | Premier League   | 9           | 2          |
| 2005/06 | → Tottenham Hotspur (huur) | Vlag van Engeland  | Premier League   | 27          | 11         |
| 2006/07 | Tottenham Hotspur          | Vlag van Engeland  | Premier League   | 12          | 1          |
| 2007/08 | Middlesbrough              | Vlag van Engeland  | Premier League   | 12          | 2          |
| 2008/09 | Middlesbrough              | Vlag van Engeland  | Premier League   | 13          | 4          |
| 2008/09 | → Wigan Athletic (huur)    | Vlag van Engeland  | Premier League   | 12          | 2          |
| 2009/10 | → Al-Zamalek (huur)        | Vlag van Egypte    | Premier League   | 15          | 1          |
| 2009/10 | → West Ham United (huur)   | Vlag van Engeland  | Premier League   | 9           | 0          |
| 2010/11 | Ajax                       | Vlag van Nederland | Eredivisie       | 5           | 2          |
| 2010/11 | Al-Zamalek                 | Vlag van Egypte    | Premier League   | 0           | 0          |
| 2011/12 | Al-Zamalek                 | Vlag van Egypte    | Premier League   | 3           | 2          |
| 2012/13 | Barnsley                   | Vlag van Engeland  | Championship     | 1           | 0          |
| Totaal  | Totaal                     | Totaal             | Totaal           | 221         | 73         |

## Interlands
Tijdens de African Cup of Nations 2006 maakte Mido de openingstreffer in de openingswedstrijd tussen Egypte en Libië. De wedstrijd eindigde in 3–0 voor de Egyptenaren. Wel miste Mido een strafschop, die Ahmed Hassan er in de rebound alsnog ingeschoot. 'De Farao's' haalden uiteindelijk de finale van het toernooi en wonnen deze ten koste van Ivoorkust, maar Mido speelde in de eindstrijd niet mee. Op 8 februari, twee dagen voor de finale, werd de aanvaller namelijk voor een halfjaar uit de Egyptische selectie gezet. Reden was zijn ongepaste reactie op zijn wissel tegen Senegal in de halve finale. Tien minuten voor het einde van de wedstrijd wisselde bondscoach Hassan Shehata Mido bij een 1–1 stand voor Amr Zaki. Een gouden wissel bleek later, want Zaki maakte de beslissende 2–1 voor Egypte. Mido was echter zwaar ontstemd over zijn vervanging en schold de bondscoach in het openbaar uit nog voor hij daadwerkelijk het veld had verlaten.

## Erelijst
Als speler
| Competitie               |            |            |            |            |
| Competitie               | Aantal     | Jaren      |            |            |
| Al-Zamalek               | Al-Zamalek | Al-Zamalek | Al-Zamalek | Al-Zamalek |
| ------------------------ | ---------- | ---------- | ---------- | ---------- |
| African Cup Winners' Cup | 1x         | 2000       |            |            |
| Ajax                     |            |            |            |            |
| Eredivisie               | 1x         | 2001/02    |            |            |
| KNVB beker               | 1x         | 2001/02    |            |            |
| Johan Cruijff Schaal     | 1x         | 2002       |            |            |

| Competitie                | Winnaar | Winnaar | Runner-up | Runner-up | Derde  | Derde  |
| Competitie                | Aantal  | Jaren   | Aantal    | Jaren     | Aantal | Jaren  |
| Egypte                    | Egypte  | Egypte  | Egypte    | Egypte    | Egypte | Egypte |
| ------------------------- | ------- | ------- | --------- | --------- | ------ | ------ |
| CAF Africa Cup of Nations | 1x      | 2006    |           |           |        |        |

Als trainer
| Beker van Egypte | 1x | 2013/14 |

Individueel
| Prijs                         | Aantal | Jaren   |
| ----------------------------- | ------ | ------- |
| Ebbenhouten Schoen            | 1x     | 2001    |
| Belgisch Talent van het Jaar  | 1x     | 2000/01 |
| Egyptisch Talent van het Jaar | 1x     | 2000/01 |
| Afrikaans Talent van het Jaar | 1x     | 2001/02 |